# Erechthias discreta
Erechthias discreta är en fjärilsart som beskrevs av Edward Meyrick 1910. Erechthias discreta ingår i släktet Erechthias och familjen äkta malar. Inga underarter finns listade i Catalogue of Life.